# حمید (بجنورد)
حمید (بجنورد)، روستایی از توابع بخش مرکزی شهرستان بجنورد در استان خراسان شمالی ایران است.

## جمعیت
این روستا در دهستان باباامان قرار دارد و براساس سرشماری مرکز آمار ایران در سال ۱۳۸۵، جمعیت آن ۶۵۱ نفر (۱۳۵خانوار) بوده‌است.

## زبان
زبان مردم این روستا کردی است.